# Brachytheciaceae
Brachytheciaceae es una familia de musgos del orden Hypnales. Comprende 62 géneros con 2064 especies descritas y de estas solo 1117 aceptadas.

## Taxonomía
Brachytheciaceae fue descrita por Georg Roth y publicado en Synopsis Muscorum Europaeorum, Editio Secunda CXV [as "XCV"], 637. 1876. El género tipo es: Brachythecium

## Géneros
| - Aerolindigia - Brachytheciastrum - Brachytheciella - Brachythecium - Bryhnia - Bryoandersonia - Bryostreimannia - Burnettia - Camptothecium - Catagoniopsis - Chamberlainia - Cirriphyllum - Cratoneurella - Eriodon - Eurhynchiadelphus - Eurhynchiastrum - Eurhynchiella - Eurhynchium - Flabellidium - Frahmiella - Hedenaesia | - Hedenasiastrum - Helicodontiadelphus - Homalotheciella - Homalothecium - Isothecium - Kindbergia - Kurohimehypnum - Lepyrodontopsis - Lindigia - Mandoniella - Microeurhynchium - Myuroclada - Nobregaea - Oticodium - Oxyrrhynchium - Palamocladium - Panckowia - Pancovia - Paramyurium - Platyhypnidium - Pleuropus | - Pseudopleuropus - Pseudorhynchostegiella - Pseudoscleropodium - Remyella - Rhyncho-hypnum - Rhynchostegiella - Rhynchostegium - Sainthelenia - Schimperella - Sciuro-hypnum - Scleropodiopsis - Scleropodium - Scorpiurium - Steerecleus - Stenocarpidiopsis - Stokesiella - Streblopilum - Streimannia - Tomentypnum - Trachybryum - Unclejackia |